# Strukturanpassningsprogram
Strukturanpassningsprogram (engelska Structural adjustment programs (SAP)) är policys som implementeras av Internationella valutafonden (IMF) och Världsbanken i utvecklingsländer som är i behov av omfattande utvecklingsstöd. Programmen består av riktlinjer och krav på omfattande privatiseringar av statliga tillgångar, avregleringar av landets ekonomi och nedskärningar i offentlig sektor. Programmen har som mål att göra länders ekonomier mer marknadsorienterade och är i regel villkor för att länder ska få särskilda lån (strukturanpassningslån) från IMF och Världsbanken. Idag har strukturanpassningsprogrammen i stort ersatts av Poverty Reduction Strategy Papers som tillåter viss fortsatt bekostnad av fattigdomsbekämpning genom låntagarlandets offentliga sektor.

## Historia

### Bakgrund
Strukturanpassningsprogrammen kom till efter skuldkrisen  på 1980-talet som slog ut flera u-länders ekonomier, främst i Syd- och Centralamerika. De drabbade länderna anklagades för att bryta mot den fria marknadens spelregler genom handelshinder och subventioner och underkastades därför avregleringskrav för att få fortsatt tillgång till internationellt kapital. Under 1980-talet gavs nyliberalismen allt större plats som makroekonomisk samhällssyn vilket 1989 utmynnade i den så kallade Washington Consensus där nya riktlinjer för amerikansk politik i IMF och Världsbanken (två organ som USA dominerade) fastslogs, med innebörden att man skulle förpliktiga u-länder som sökte nya lån till att införa unilateral frihandel med omvärlden liksom omfattande åtstramning av de offentliga utgifterna.

### Omformulerad strukturanpassning
Sedan slutet av 1990-talet har exempelvis Världsbanken inte bara talat om ökad tillväxt utan också om fattigdomsbekämpning som en målsättning. Kritiken mot strukturanpassningsprogrammens krav på införande av fri marknad liksom låntagarländernas begränsade möjligheter att delta i utformandet av villkoren har medfört att utvecklingsländer i allt större utsträckning börjat skriva under "fattigdomsreducerande strategidokument" (engelska: Poverty Reduction Strategy Papers) istället, där ett utvecklingsland själv kan formulera egna behov. Sådana dokument har gradvis kommit att ersätta de gamla strukturanpassningsprogrammen med målet att de ökade möjligheterna till deltagande från låntagarländernas sida ska komma att innebära större gensvar för de program som ska sjösättas som motprestation till lånen som ges, och därmed resultera i en bättre finanspolitik. Strategidokumentens innehåll och utformning är dock tämligen lika de av banken tidigare formulerade strukturanpassningsprogrammen. Kritiker hävdar att likheterna visar hur banken och lånegivarna fortfarande är alltför involverade i låntagarlandets politiska beslutsprocess. Liknande kritik har riktats mot det parallellt pågående HIPC-initiativet, också drivet av IMF och Världsbanken, där de mest skuldsatta utvecklingsländerna kan få skuldavskrivning gentemot utförsäljning av offentliga tillgångar samt omfattande avregleringar av ländernas marknader.
Från 1999 har strukturanpassningsprogrammen i stort upphört då Enhanced Structural Adjustment Facility, det övergripande IMF-programmet för strukturanpassningslån, ersattes med ett nytt låneprogram (Poverty Reduction and Growth Facility) och man började införa fattigdomsreducerande strategidokument som erbjöd nya lånevillkor. Dessa nya dokument, menade IMF och Världsbanken, skulle inte bara ställa krav på avregleringar och privatiseringar utan också ta hänsyn till fattigdomsproblem.

## Programmens innehåll
I strukturanpassningsprogram ställs generellt krav på politiska reformer som syftar till att uppnå en fri marknad för att kvalificera u-länder för fortsatt internationell belåning. Dessa reformer innehåller såväl inrikesbetonade strukturförändringar för landets egen ekonomi, främst privatiseringar och avregleringar, som externt betonade förändringar som särskilt syftar till att underlätta frihandel med omvärlden, främst avskaffande av subventioner och handelshinder. Stater som inte förmår att fullfölja dessa reformer kan bli föremål för hårda ekonomiska sanktioner. Medan Internationella valutafondens lån syftar till att åtgärda kortsiktiga problem med länders betalningsbalans och Världsbanken ger lån för långsiktiga utvecklingsprojekt är villkoren i de två institutionernas strukturanpassningsprogram i stort desamma.
Strukturanpassningsprogrammen har utsatts för hård kritik från ett stort antal instanser runtom världen, som menar att hot om ekonomiska sanktioner mot fattiga länder tenderar att verka utpressande, vilket gör att de inte har något annat val än att lyda IMF och Världsbanken. Efterlevnad av strukturanpassningsprogram har i vissa fall varit villkor för tillgång till andra internationella låneprogram såsom HIPC-initiativet för skuldavskrivning.

## Effekter
I Ghana uppmanade Världsbanken staten att sälja ut grundvatten för upp till 100 miljoner USD och avreglera gruvdriften så att uppemot två tredjedelar av hela landet bestod av gruvkoncessioner och miljöregleringarna nådde ett absolut minimum, samtidigt som befolkningen sjönk i allt djupare fattigdom under landets strukturanpassningsvillkor.
Bolivia genomgick på 1980- och 90-talen omfattande strukturanpassning som medförde utförsäljning eller nedläggning av en stor andel av allt statligt ägande på order av Världsbanken. Bl a såldes grundvattenförsörjningen i staden Cochabamba till ett internationellt konsortium. Vattensubventionerna avskaffades och de nya privata ägarna ökade månadsavgiften för vatten med 35% till runt 20 dollar i månaden vilket var mer än vad stadens fattiga hade råd med. Som resultat av detta utbröt upplopp i staden år 2000 åtföljd av generalstrejk och eskalerande oroligheter där även medelklassen och lokala företagare deltog i protest mot de ökande kostnaderna.
Strukturanpassningsprogrammen behöver inte uteslutande innehålla nedskärningar och avregleringar, i fallet Moçambique påtvingades 1999 en mervärdesskatt trots protester från landets privata sektor i syfte att öka statens inkomster och kvalificera landet för HIPC-initiativet.

### Kritik
I slutet på 1980-talet rapporterade Unicef hur strukturanpassningsprogrammen orsakade försämrad hälsa, näringsintag och utbildningsnivå för tiotals miljoner barn i Asien, Latinamerika och Afrika. Enligt Världshälsoorganisationen har strukturanpassningsprogrammen lett till försämrad folkhälsa i de drabbade u-länderna genom att skära ner på den offentliga välfärden, och därmed tillgången till sjukvård, och samtidigt reducera hushållens inkomster. Enligt en utvärdering från FN:s konferens om handel och utveckling 2002 ökade i regel andelen av låntagarländernas befolkningar i extrem fattigdom åren efter implementerandet av strukturanpassningsprogram.

### Fotnoter
1. ↑  Greenberg, James B. 1997. A Political Ecology of Structural-Adjustment Policies: The Case of the Dominican Republic. Culture & Agriculture 19 (3):85-93
2. ↑  http://www.who.int/trade/glossary/story075/en/index.html
3. ↑  ”Bistånd via Världsbanken – Världsbanken, världens viktigaste bank”. Arkiverad från originalet den 19 december 2013. https://web.archive.org/web/20131219011149/http://www.sida.se/Svenska/Bistand--utveckling/Internationellt-samarbete-/Bistand-via-Varldsbanken/Varldsbanken-varldens-viktigaste-bank/. Läst 17 december 2013.
4. 1 2  http://www.who.int/trade/glossary/story084/en/
5. ↑  ”Vatten som en mänsklig rättighet”. Amnesty Press. Arkiverad från originalet den 19 december 2013. https://web.archive.org/web/20131219022130/http://amnestypress.se/artiklar/reportage/24821/vatten-som-en-mansklig-rattighet/. Läst 18 december 2013.
6. ↑  http://www.imf.org/external/np/exr/ib/2001/043001.htm
7. ↑  https://www.imf.org/external/np/exr/facts/esaf.htm
8. 1 2  ”Kicking the Habit: How the World Bank and the IMF are still addicted to attaching economic policy conditions to aid”. Oxfam Briefing Paper, november 2006. Oxfam International. sid. 9–11. Arkiverad från originalet den 26 april 2014. https://web.archive.org/web/20140426233929/https://oxfam.qc.ca/sites/oxfam.qc.ca/files/2006-12-06_Kicking%20the%20Habit.pdf. Läst 26 april 2014. 26 april 2014.
9. 1 2  http://news.bbc.co.uk/2/hi/special_report/1999/06/99/debt/359978.stm
10. ↑  http://news.bbc.co.uk/2/hi/programmes/correspondent/1634502.stm
11. ↑  Benjamin Blackwell (11 november 2002). ”From Coca To Congress”. The Ecologist. Arkiverad från originalet den 19 mars 2007. https://web.archive.org/web/20070319211820/http://www.zmag.org/content/showarticle.cfm?ItemID=2612. Läst 13 februari 2007.
12. ↑  Cornia, Giovanni Andrea. Adjustment with a Human Face. 2 vols. Oxford: Clarendon Press, 1987–1988
13. ↑  UNCTAD (2002), Least Developed Countries Report, Escaping the Poverty Trap.